# Wibadi-Kirche

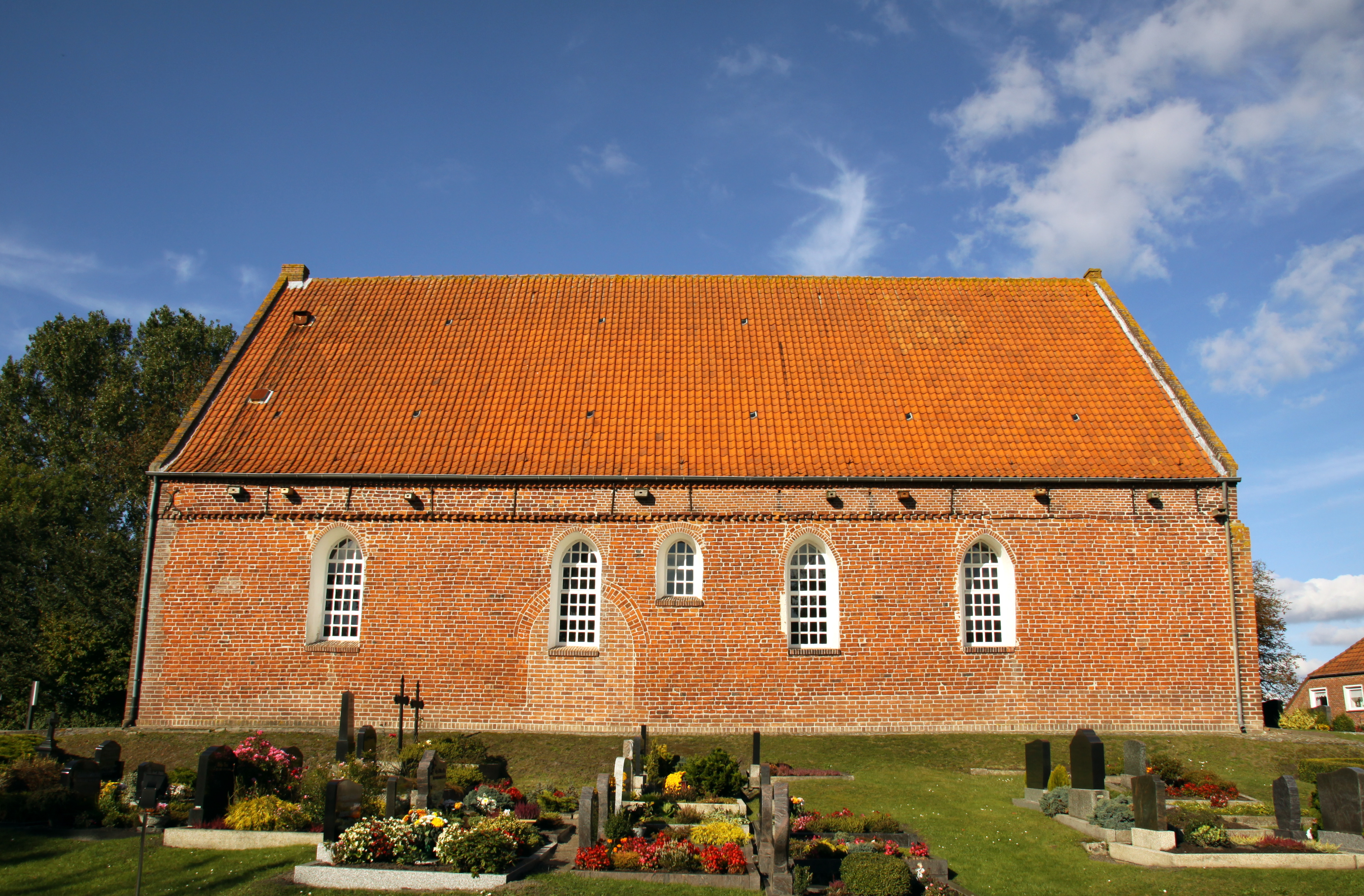
Lutherische Kirche Wibadi Wiegboldsbur

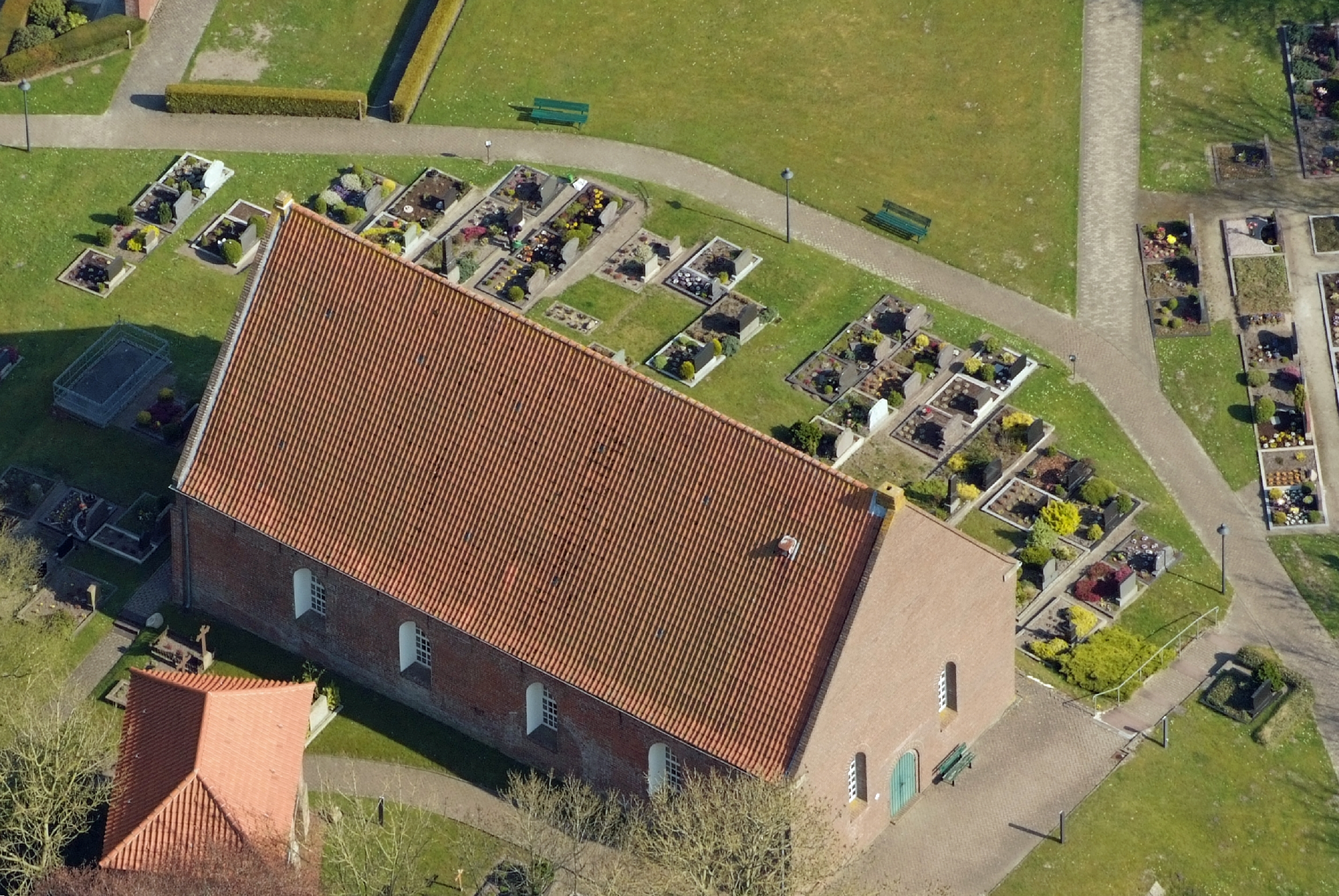
Luftbild 2013

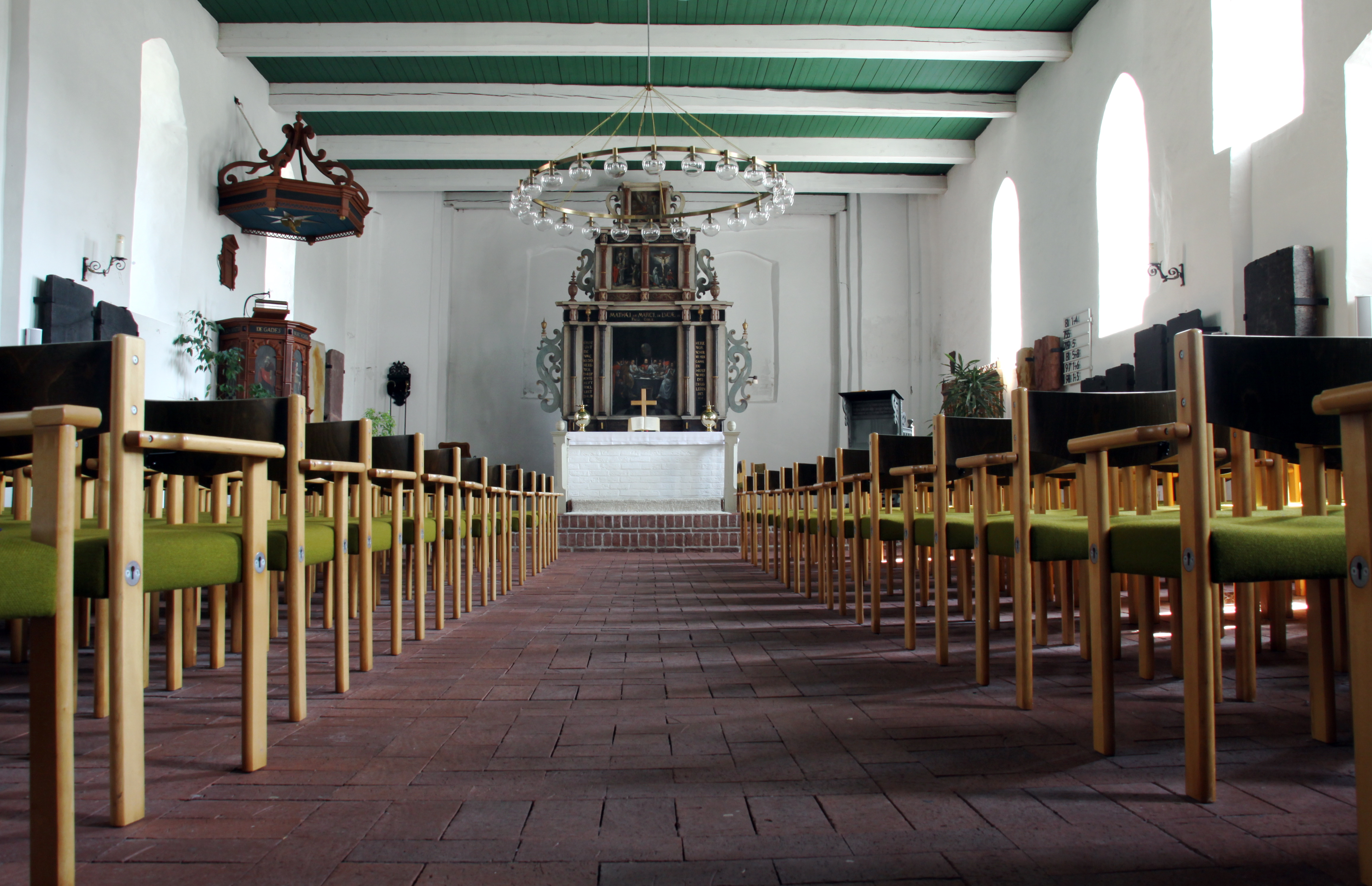
Kirchenraum.

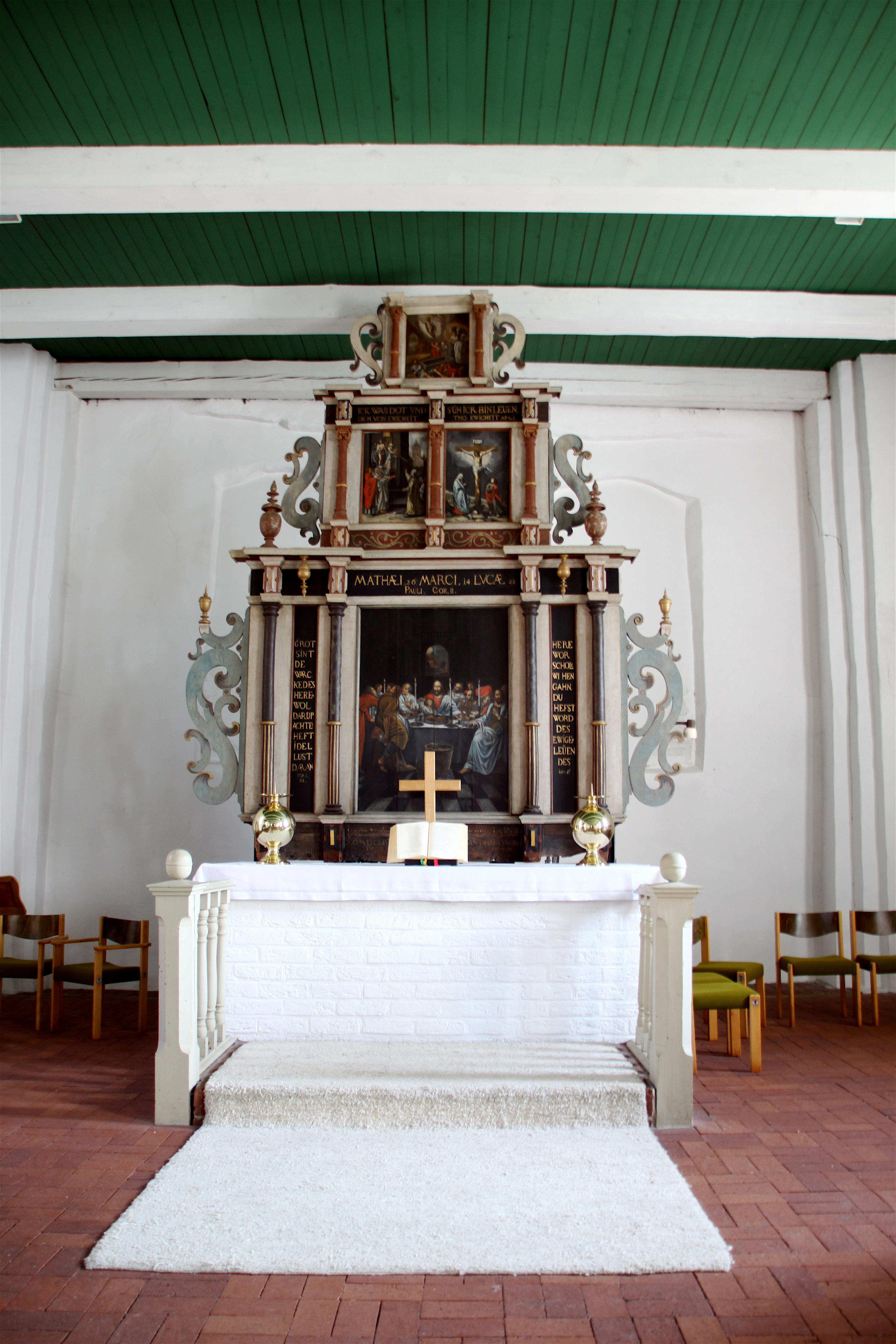
Altar.

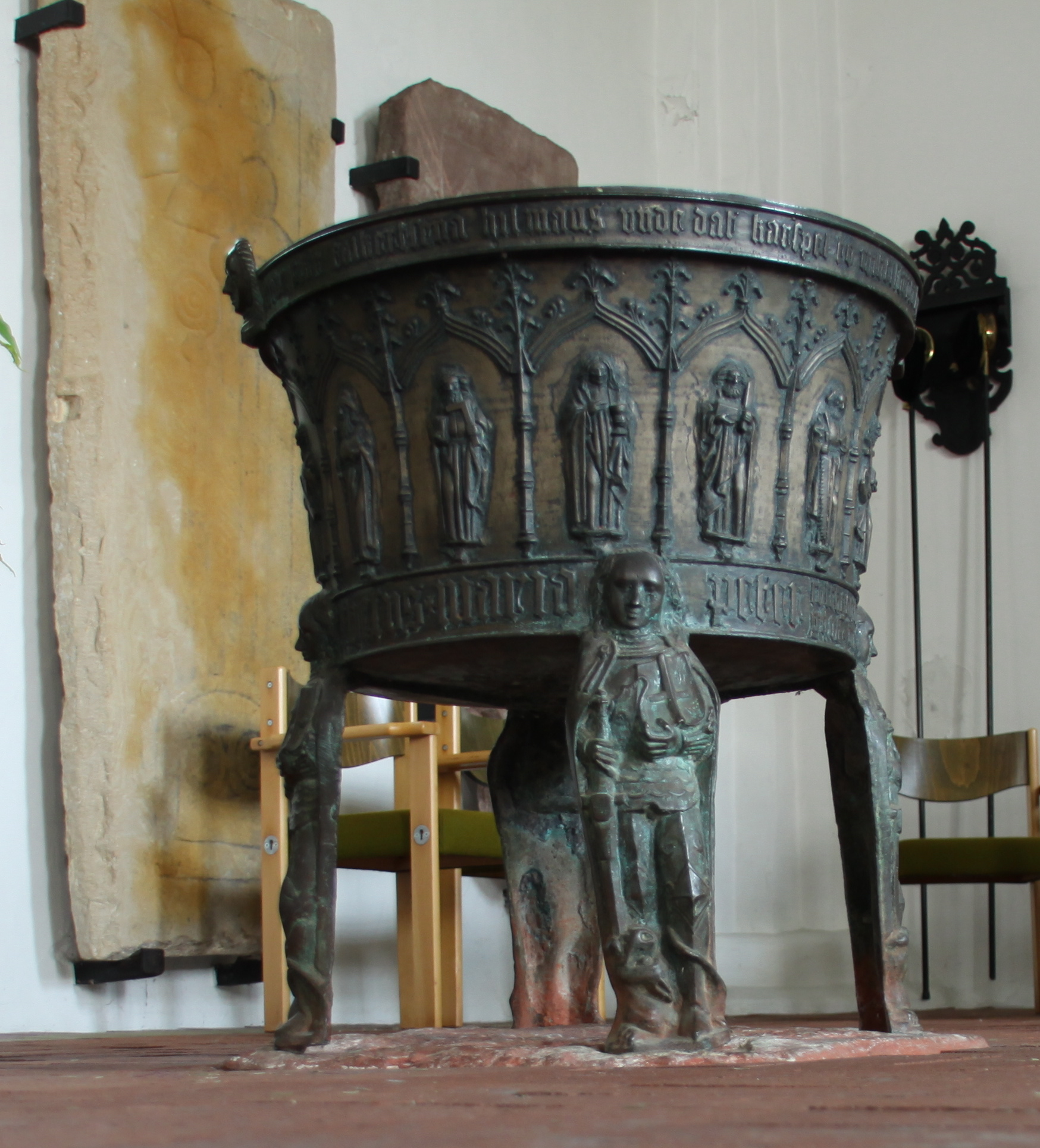
Taufbecken.

Die Wibadi-Kirche ist eine evangelisch-lutherische Gemeindekirche am westlichen Ortsausgang des Dorfes Wiegboldsbur, eines Ortsteils der Gemeinde Südbrookmerland in Ostfriesland. Im Laufe der Jahrhunderte wurde die Kirche mehrfach umgebaut, so dass heute nur noch die beiden Längswände, jedoch mit veränderten Fenstern, dem ursprünglichen Bau zuzurechnen sind.
Wann die Kirche ihren Namen erhielt und wer Wibadus war, ist bis dato ungeklärt. Ein Heiliger dieses Namens ist nicht nachzuweisen. Vermutet wird, dass ein Mächtiger des Kirchspiels mit diesem Namen die Kirche stiftete. Der Namen hat ein Gegenstück im Groningerland mit dem nicht-identifizierten Kirchspiel Wibadaskerikon oder Wigbaldeswerf.

## Geschichte und Baubeschreibung
Wiegboldsbur ist eine Reihensiedlung, dessen Häuser aufgereiht auf einer Warft liegen. Die Dorfkirche wurde am westlichen Ende dieser Reihe auf einer eigens aufgeschütteten, im Laufe der Jahrhunderte teilweise abgegrabenen Warft errichtet.
Die Kirchwarft erreicht eine Höhe von fünf Metern über NN und ist mit einer Torfschicht von etwa zwei Metern bedeckt. Es gab mindestens einen Vorgängerbau aus Holz an Stelle der heutigen Kirche. Im Ergebnis der archäologischen Untersuchungen, die zwischen 1968 und 1975 in der Kirche vorgenommen wurden, wird diese Kirche auf das 10. bis 11. Jahrhundert datiert. Sie war mit einem gestampften Lehmboden nach Art einer Tenne ausgestattet und das Dach anscheinend mit Schilf und Heide bedeckt. Der Dachboden wurde wahrscheinlich als Speicher für die getrennte Lagerung von Getreidearten genutzt. Darauf deuten Spuren verkohlter, mittelalterlicher Kulturpflanzen hin, die bei den Ausgrabungen gefunden wurden. Diese Kirche zählt zu den ältesten nachweisbaren in der Region und war vermutlich dem heiligen Jakobus geweiht. Bis ins 13. Jahrhundert gehörte das ganze Brookmerland zur Kirchengemeinde Wiegboldsbur, die wiederum der Propstei Hinte unterstand. Diese Kirche fiel einem Brand zum Opfer.
1250 wurde die Loslösung des Brookmerlandes von der Propstei Hinte und die Bildung einer eigenen, dem bischöflichen Offizial in Münster direkt unterstellten Propstei „Brokmannia“ vereinbart. Wiegboldsbur lag dabei an der Grenze zum Bistum Bremen, die in etwa durch den heutigen Balkweg gebildet wurde. Etwa zur selben Zeit begann der Bau der heutigen Wibadi-Kirche, die als einschiffige Backsteinkirche im romanischen Stil mit einer halbrunden Apsis errichtet wurde. Der Glockenturm wurde im 13. Jahrhundert im Parallelmauertyp errichtet und ersetzte wahrscheinlich ein hölzernes Glockengestell, das vorher die Glocken trug.
Bis um 1400 war sie eine Sendkirche für den Bereich des heutigen südlichen Brookmerlands. Im Wechsel mit der Kirche in Loppersum wurden auf dem Kirchhof Markt und das bischöfliche Sendgericht abgehalten. Davon zeugt noch heute ein Halseisen, das sich an der Nordwand des Gotteshauses befindet. Im Brokmerbrief, dem im 13. Jahrhundert verfassten Gesetzbuch des Brookmerlandes, heißt es dazu in der 218ten Küre: „Sa kiasat Brocmen thet to enre kere, thetter en fele lith ne mote wesa Wibaldinga szerspele bi achta mercum and bi tha huse. – Die Brokmänner erheben dies zum Gesetz, daß kein gedungenes Gefolge innerhalb des Wigboldsburer Kirchspiels sein darf bei Strafe von acht Mark und bei Verlust des Hauses.“
In den folgenden Jahrhunderten ist die Kirche mehrfach umgebaut worden. Ursprünglich trug das Kirchenschiff ein Deckengewölbe. Dieses musste später wegen Baufälligkeit gegen eine flache Holzdecke ausgetauscht werden. Die Türen der Nord- und Südwand wurden vermauert und die Fenster vergrößert. Im 17. Jahrhundert dann wurde die Apsis durch eine gerade Ostwand ersetzt. Das Gebäude wurde an der Westseite um 7,50 Meter verkürzt und der Eingang hierher verlegt.
Nachdem der Grundwasserspiegel stark abgesunken war und ein Teil der Kirchwarft für eine Friedhofserweiterung abgegraben worden war, senkten sich die Fundamente der Kirche bedrohlich ab, so dass sie ab 1968 wegen Baufälligkeit geschlossen werden musste. Unmittelbar darauf begannen die Restaurierungsarbeiten. Ab 1973 wurde auch der Innenraum grundlegend renoviert und der Westgiebel neu errichtet.
Die bis dahin selbstständige Kirchengemeinde ist seit 1. Januar 2023 Teil der „Ev.-luth. Gesamtkirchengemeinde Engerhafe / Forlitz-Blaukirchen / Wiegboldsbur“.

## Ausstattung

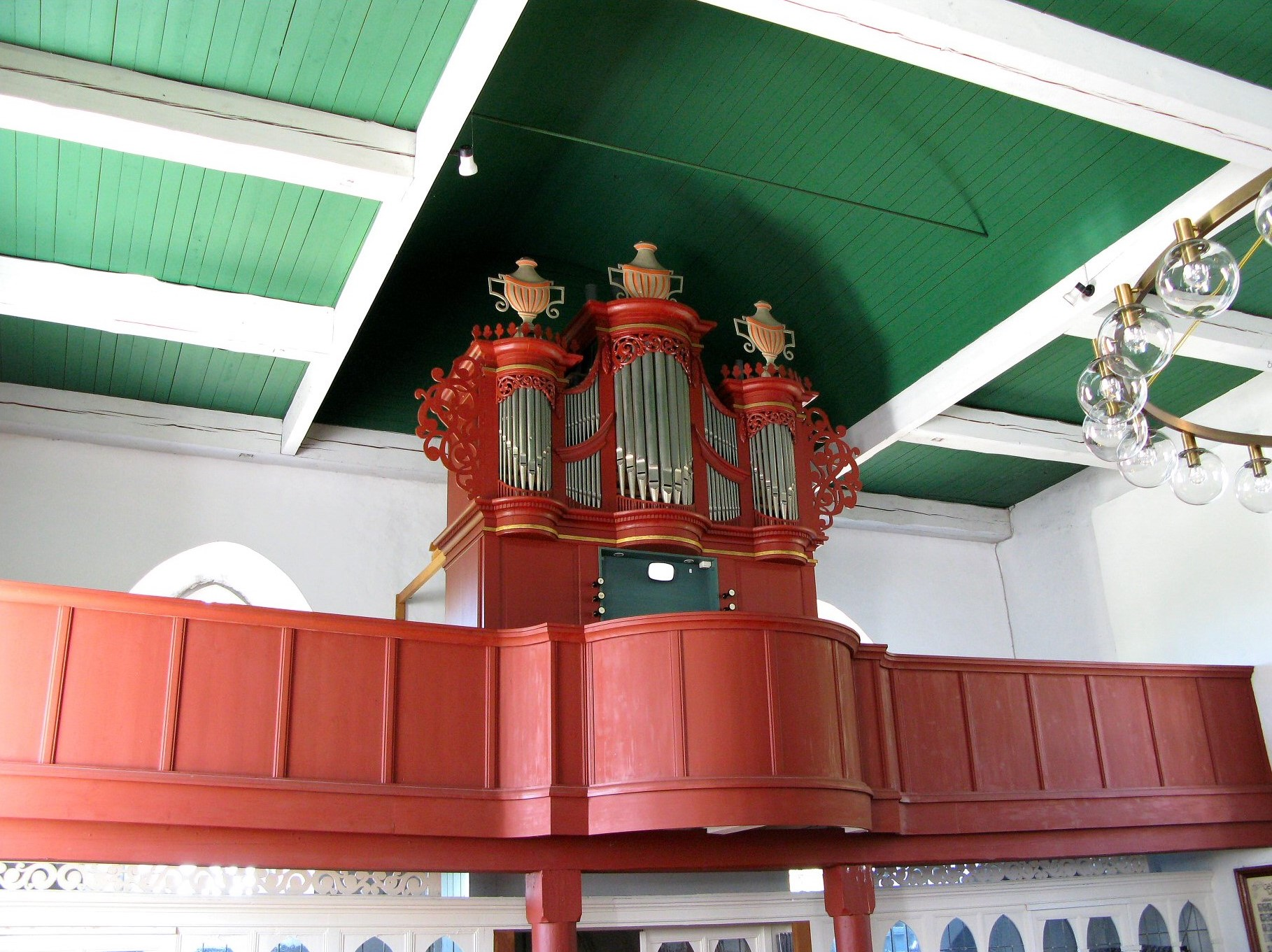
Blick auf die Westempore mit Schmid-Orgel (1819)

Der Innenraum wird heute von einer flachen Holzbalkendecke abgeschlossen. Über der Orgel im Westen befindet sich ein hölzernes Tonnengewölbe.
In den Jahren 1888/89 wurde der Altarraum erhöht und eine Empore am Westgiebel errichtet.
Erhalten sind zwei trapezförmige Grabplatten aus dem 12. Jahrhundert und weitere aus dem 17. Jahrhundert. Zu den ältesten Einrichtungsgegenständen gehört das bronzene Taufbecken von Peter Clockgether aus dem Jahr 1496. Es ruht auf vier Rittern und zeigt in der Wandung die Kreuzigungsszene und die Apostel unter spätgotischen Kielbögen.
Das barocke Altarretabel, das bis an die Decke reicht, datiert von 1653. Auf dem Hauptfeld wird das Abendmahl Jesu dargestellt, darüber die Kreuzigung und im kleinen obersten Feld die Auferstehung Christi. Auch die Kanzel stammt wohl aus dieser Zeit.

## Orgel
Die Orgel wurde von 1818 bis 1819 von Wilhelm Eilert Schmid gebaut und ist weitgehend erhalten. Sie verfügt über 8 Register auf einem Manual und angehängtem Pedal. Das Instrument wurde nach Veränderungen im Jahre 1878 und um 1900, als sie von der Ost- auf die Westseite des Kirchenraums verlegt wurde, von 1983 bis 1985 von den Gebr. Hillebrand restauriert.
| I Manual C–f3 |                |    |   |
| 1.            | Principal      | 4′ | S |
| 2.            | Gedackt        | 8′ | S |
| 3.            | Viola di Gamba | 8′ | H |
| 4.            | Rohrflöte      | 4′ | S |
| 5.            | Quinte         | 3′ | S |
| 6.            | Octave         | 2′ | S |
| 7.            | Mixtur III     |    | S |
| 8.            | Trompet B/D    | 8′ | H |

| Pedal C–e0 |
| angehängt  |

Anmerkungen:
S = Register von Wilhelm Eilert Schmid (1818/19)
H = Register von Gebr. Hillebrand (1983–85)